# Campeonato Profesional 1966
Il Campeonato Profesional 1966 fu la 19ª edizione della massima serie del campionato colombiano di calcio, e fu vinta dal Santa Fe.

## Avvenimenti
Il campionato 1966 vide l'aumento del numero di partecipanti da 13 a 14: tornò infatti, dopo 13 anni d'assenza, l'Atlético Junior, la cui rosa fu composta in buona parte dai giocatori, dilettanti provenienti da Barranquilla e dal nord del Paese, che formarono la Nazionale colombiana che prese parte alle qualificazioni al campionato del mondo 1966. Nel 1966 furono reintegrate le squadre colombiane nelle competizioni FIFA e CSF (pertanto, le prime due classificate del campionato furono ammesse alla Coppa Libertadores).

## Partecipanti
- América de Cali
- Atlético Bucaramanga
- Atlético Junior
- Atlético Nacional
- Cúcuta Deportivo
- Deportes Quindío
- Deportes Tolima
- Deportivo Cali
- Deportivo Pereira
- Independiente Medellín
- Millonarios
- Once Caldas
- Santa Fe
- Unión Magdalena

## Classifica finale
|                     | Pos. | Squadra                | Pt | G  | V  | N  | P  | GF  | GS  | DR  |
| ------------------- | ---- | ---------------------- | -- | -- | -- | -- | -- | --- | --- | --- |
| Colombia (bandiera) | 1.   | Santa Fe               | 66 | 52 | 25 | 16 | 11 | 102 | 76  | +26 |
|                     | 2.   | Independiente Medellín | 63 | 52 | 25 | 13 | 14 | 106 | 73  | +33 |
|                     | 3.   | Deportivo Pereira      | 61 | 52 | 24 | 13 | 15 | 91  | 83  | +8  |
|                     | 4.   | Once Caldas            | 59 | 52 | 24 | 11 | 17 | 101 | 83  | +18 |
|                     | 5.   | Millonarios            | 58 | 52 | 23 | 12 | 17 | 98  | 88  | +10 |
|                     | 6.   | Deportivo Cali         | 55 | 52 | 20 | 15 | 17 | 83  | 76  | +7  |
|                     | 7.   | Cúcuta Deportivo       | 54 | 52 | 19 | 16 | 17 | 77  | 72  | +5  |
|                     | 8.   | Atlético Junior        | 53 | 52 | 21 | 11 | 20 | 94  | 88  | +6  |
|                     | 9.   | Unión Magdalena        | 52 | 52 | 21 | 10 | 21 | 76  | 80  | -4  |
|                     | 10.  | América de Cali        | 48 | 52 | 16 | 16 | 20 | 60  | 69  | -9  |
|                     | 11.  | Atlético Bucaramanga   | 42 | 52 | 13 | 16 | 23 | 71  | 89  | -18 |
|                     | 12.  | Atlético Nacional      | 41 | 52 | 15 | 11 | 26 | 81  | 103 | -22 |
|                     | 13.  | Deportes Tolima        | 41 | 52 | 15 | 11 | 26 | 74  | 98  | -24 |
|                     | 14.  | Deportes Quindío       | 35 | 52 | 12 | 11 | 29 | 74  | 110 | -36 |

Legenda:
         Campione di Colombia 1966 e qualificato alla Coppa Libertadores 1967
         Qualificato alla Coppa Libertadores 1967
Note:
Due punti a vittoria, uno a pareggio, zero a sconfitta.

## Statistiche

### Primati stagionali
Record
- Maggior numero di vittorie: Santa Fe, Independiente Medellín (25)
- Minor numero di sconfitte: Santa Fe (11)
- Miglior attacco: Independiente Medellín (106 reti fatte)
- Miglior difesa: América (69 reti subite)
- Miglior differenza reti: Independiente Medellín (+33)
- Maggior numero di pareggi: América, Atlético Bucaramanga, Cúcuta, Santa Fe (16)
- Minor numero di vittorie: Deportes Quindío (12)
- Maggior numero di sconfitte: Deportes Quindío (29)
- Peggiore attacco: América (60 reti fatte)
- Peggior difesa: Deportes Quindío (110 reti subite)
- Peggior differenza reti: Deportes Quindío (-36)
- Partita con più reti: Once Caldas-Unión Magdalena 7-3

### Classifica marcatori
| Gol |  |  | Giocatore             | Squadra           |
| --- |  |  | --------------------- | ----------------- |
| 31  |  |  | Omar Devanni          | Santa Fe          |
| 29  |  |  | Oswaldo Pérez         | Once Caldas       |
| 28  |  |  | Walter Sossa          | Cúcuta Deportivo  |
| 27  |  |  | Antonio Rada          | Atlético Junior   |
| 21  |  |  | José Verdún           | Cúcuta Deportivo  |
| 21  |  |  | Wagner Rodrigues      | Unión Magdalena   |
| 21  |  |  | Delio Gamboa Rentería | Santa Fe          |
| 20  |  |  | Dida                  | Atlético Junior   |
| 20  |  |  | Germán Aceros         | Atlético Nacional |
| 20  |  |  | Eduardo Teixeira Lima | Millonarios       |